# 高身後鰭魚
高身後鰭魚為輻鰭魚綱鲱形目鋸腹鰳科的其中一種，被IUCN列為次級保育類動物，分布於東太平洋厄瓜多的Río Vaqueira海域，體長可達20.5公分，棲息在沿岸海域、河口區、河川下游，可做為食用魚。

## 擴展閱讀
維基物種上的相關：高身後鰭魚